# Стефан VII (VIII)
Стефан VII (VIII) (лат. Stephanus PP. VII; ? — 15 марта 931) — папа римский с декабря 928 года по 15 марта 931 года. Шестой папа периода порнократии.

## Биография
Стефан был римлянином, сыном некоего Теодемунда, возможно, членом семьи Габриелли. По некоторым данным, вступил на престол ещё при жизни Иоанна X. На папский престол он был возведен по протекции Марозии, которая фактически правила Римом в тот период. Она, вероятно, рассматривала Стефана лишь как временную фигуру, пока её собственный сын Иоанн не будет готов занять кафедру Святого Петра. До своего избрания Стефан был кардинал-священник церкви Сант-Анастазия в Риме.

## Понтификат
О понтификате Стефана мало что известно. В течение двух лет на папском престоле Стефан подтвердил привилегии нескольких религиозных домов во Франции и Италии. В качестве награды за освобождение от давления Гуго Арльского Стефан передал Канте ди Габриелли пост папского губернатора Губбио с контролем над рядом ключевых крепостей. Стефан был суров к членам духовенства, замеченным в разврате. Он также пытался возобновить споры о папе Формозе.

## Смерть
Стефан умер около 15 марта 931 года при неясных обстоятельствах (вероятно, был убит).